# الجبهة الإسلامية الفلسطينية
الجبهة الإسلامية الفلسطينية هي حزب سياسي إسلامي حضاري فلسطيني تأسس في 25 أغسطس 1995. يتكون برنامجها السياسي من استكمال مشروع التحرير الوطني حتى إقامة الدولة الفلسطينية وعاصمتها القدس، وأنها لا تتفق مع اتفاقية أوسلو ولكنها لا تتصدى لها ولا تعمل على إحباطها.